# Mateusz z Trenczyna

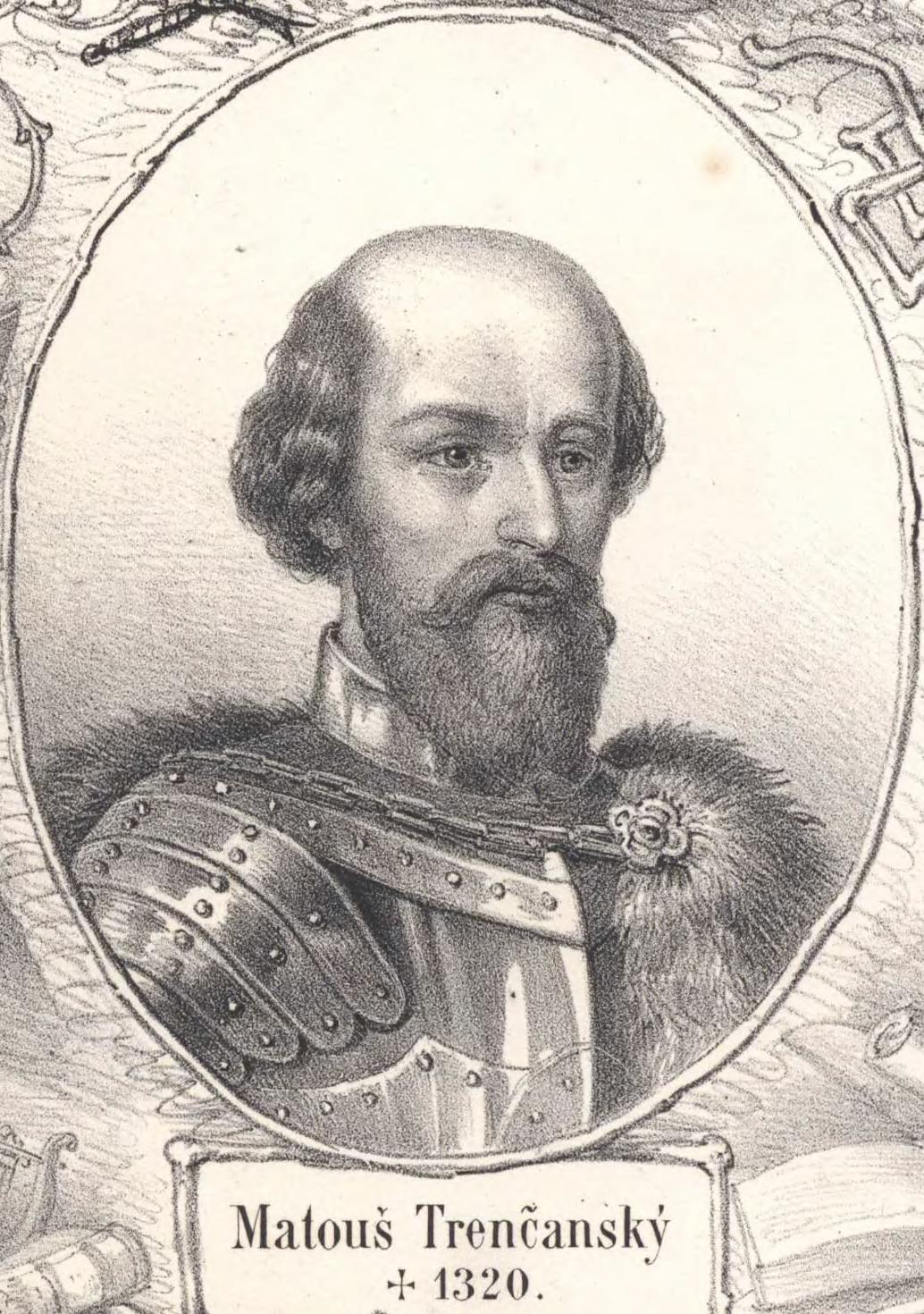
Mateusz z Trenczyna

Mateusz z Trenczyna (Matúš z Trenčína) – poemat słowackiego poety Ľudovíta Štúra. Bohaterem utworu jest węgierski magnat Mateusz Czak (węg. Máté Csák, słow. Matúš Čák), władający Słowacją na przełomie XIII i XIV wieku.
Poemat jest napisany sekstyną, czyli strofa sześciowersową rymowaną ababcc.
Kto spod Turecka hore Váhom stúpaš

a oči ti preč hore vodou bežia,

alebo keď ich z hôr Jastrabských kúpaš

v krajinkách šumných, čo nad Váhom ležia,

na vrchu sa ti zámok vystrie starý,

nesúci sa tam jak nad horou chmáry.
Utwór przełożył na język polski Andrzej Czcibor-Piotrowski.